# Клінт Демпсі
Клінт Де́мпсі (англ. Clinton Drew «Clint» Dempsey; нар. 9 березня 1983, Некедоучіс, Техас, США) — американський футболіст, нападник збірної США та англійського «Фулгема», де перебуває в оренді з «Сіетл Саундерз». Автор першого голу збірної США на Чемпіонаті світу в ПАР 2010 року і перший футболіст, що забив за збірну США на двох чемпіонатах світу поспіль.

## Біографія

### Клубна кар'єра
Ази футболу осягав в бідних районах Техасу, де його родина жила разом з мексиканськими емігрантами. Зумів пробитися у верхи американського футболу і вдало виступати в клубі «Нью-Інгленд Революшн», у 2007 році перебрався в «Фулхем». У Лондоні став одним з лідерів і улюбленців публіки. У середині сезону 2009—10 пропустив чимало через травму, проте ближче до фінішу повернувся в стрій і забив красивий м'яч у ворота Ювентуса, який вивів Дачників до чвертьфіналу Ліги Європи. Став першим гравцем з США, який з'явився у фіналі європейського клубного турніру. За версією сайту SoccerOverThere.com став найкращим північноамериканським футболістом у сезоні 2009—10. 31 серпня 2012 року перейшов в «Тоттенхем», сума операції склала 7,5 млн євро.

### Збірна
Виступав на молодіжному чемпіонаті світу 2003 року, і в тому ж році дебютував у національній команді. Потрапив в заявку на Чемпіонат світу 2006, двічі з'являвся на полі і забив гол у матчі із збірною Ганою. На Кубку Конфедерацій 2009 року отримав Бронзовий м'яч як третій гравець турніру.

## Ігрові дані
Універсальний гравець, здатний зіграти як на вістрі атаки, так і як атакуючий або фланговий півзахисник. Потужний, стрибучий, швидкий. Добре оснащений технічно, володіє прекрасним гольовим чуттям. Відрізняється сміливістю, гарним дриблінгом, сміливо йде в обіграш. Слабке місце — бачення поля і гра в пас.

## Приватне життя
У вільний час захоплюється музикою у стилі реп, зняв кілька відеокліпів, що демонструвалися по телебаченню.

## Досягнення
- Володар Золотого кубка КОНКАКАФ: 2005, 2007, 2017
- Срібний призер Золотого кубка КОНКАКАФ: 2011